# Katowice Kostuchna
Katowice Kostuchna – stacja kolejowa w Katowicach Kostuchnie, w województwie śląskim, w Polsce.
Katowice Kostuchna to stacja pośrednia położna na linii kolejowej nr 142 łączącej Katowice Ligotę z Tychami. Stacja została całkowicie zmodernizowana. Wymienione zostały tory, słupy i sieć trakcyjna oraz zabudowano na stacji komputerowo-przekaźnikowy system sterowania ruchem kolejowym typu UPK-PAT-CZAT3000plus. Obecnie przez stację prowadzony jest tylko ruch pociągów towarowych.
W ramach rządowego programu budowy lub modernizacji przystanków kolejowych na lata 2021–2025 zaplanowano budowę przystanku kolejowego o tej samej nazwie w lokalizacji dawnej stacji z terminem do IV kwartału 2023 roku. Prace ukończono w listopadzie 2023 roku.

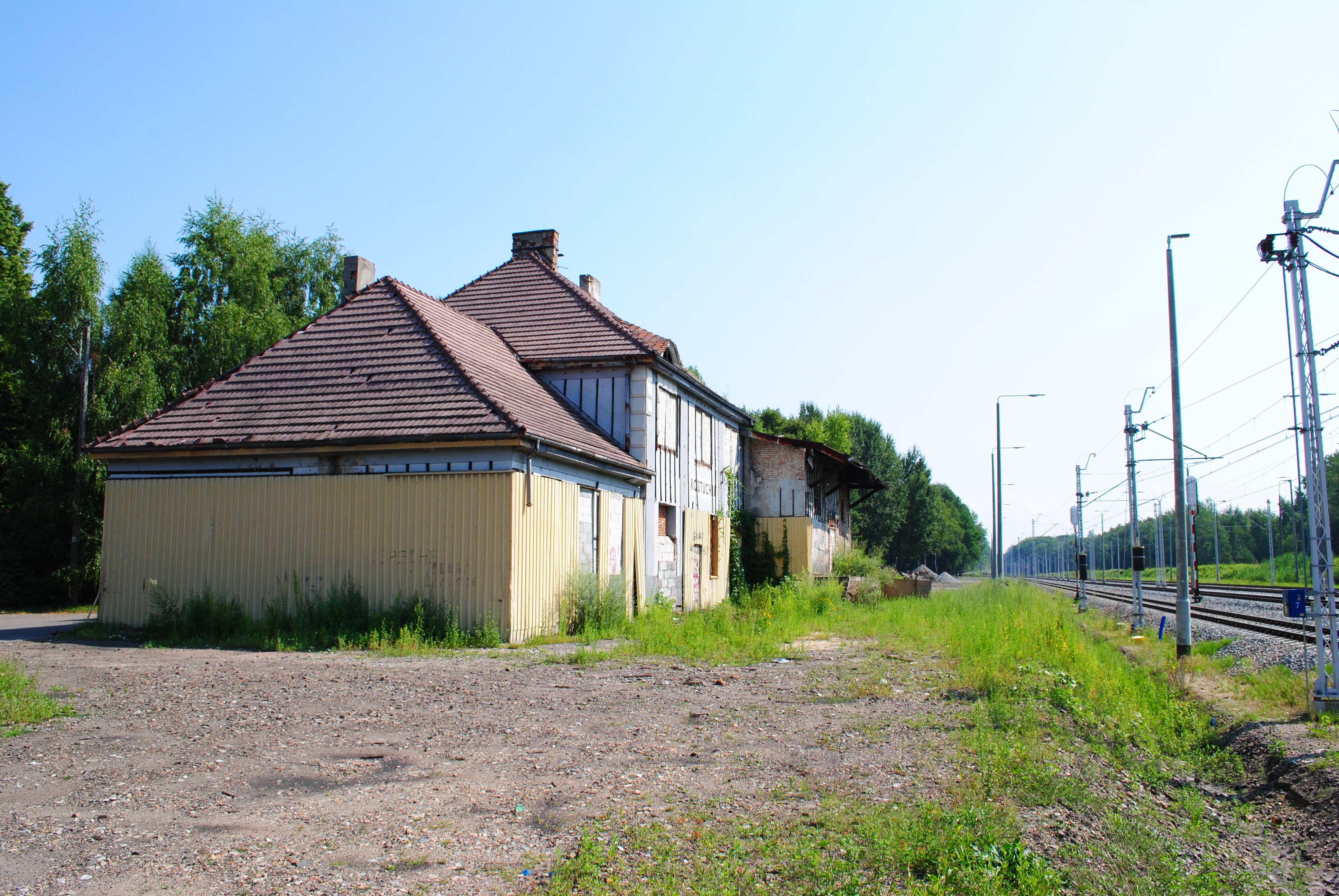
stacja Katowice Kostuchna w lipcu 2021 roku